# Simon White
Simon David Manton White, FRS (Ashford (Kent), 30 de setembro de 1951) é um astrofísico britânico.